# Junkers W 33
Dimensions
Le Junkers W 33 était un avion de ligne, évolution du Junkers F 13 et possédant la même envergure. C’était également un monomoteur ailes basses.

## Les différentes versions développées
Le premier vol avait eu lieu le 17 juin 1926 avec l’appareil immatriculé D 921 (n° de fabrication 794). Il était équipé d’un moteur Junkers L5 de 228 kW. Cet appareil au poste de pilotage encore ouvert à tous les vents et muni de flotteurs participa au concours d’hydravions de Warnemünde organisé du 12 au 23 juillet suivant au cours duquel le pilote de Junkers William Langanke obtint la seconde place au classement.
Des versions ultérieures furent équipés de moteurs Junkers L 5 G de 313 kW. Un W 33 servit aussi à la mise au point du moteur Jumo 210 développé par Junkers Motorenwerke. Au total, 199 appareils de type W 33 furent fabriqués. La Luftwaffe le mit plus tard en œuvre en grandes quantités dans ses écoles de pilotage.
Conçu pour le transport de fret, le W 33 se distinguait essentiellement par sa cabine très spacieuse mais sans hublots. Les appareils utilisés plus tard en version mixte (fret/passagers) furent équipés d’un ou deux hublots sur chaque côté du fuselage.
Après que la compagnie germano-russe Deruluft eut utilisé des W 33 sur ses lignes, l’Union soviétique en acquit également plusieurs exemplaires à partir de 1928 qu’elle mit en œuvre sur ses lignes postales dans les régions arctiques et en Sibérie jusqu’en 1941 sous la désignation PS-4.

## Premier survol de l’Atlantique d’est en ouest sans escale

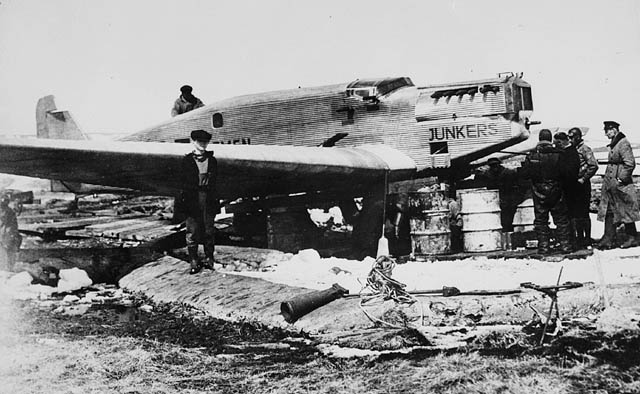
Le Junkers W 33 Bremen sur l'île Greenly, en avril 1928, après son atterrissage forcé sur cette île à la frontière du Québec et du Labrador, au terme de la première traversée de l'Atlantique d'est en ouest. Le baron von Hünefeld pose dans un groupe à droite, en compagnie d'un pionnier de l'aviation de brousse canadienne, Roméo Vachon, venu à sa rescousse.

Cet appareil présentait d’excellentes caractéristiques aérodynamiques ce qui résultait en une faible consommation en carburant. Il semblait par conséquent permettre une traversée de l’océan Atlantique dans le sens est-ouest. 
Le vol fut soigneusement préparé dans l’usine de Dessau. La puissance du moteur Junkers L 5 fut poussée jusqu’à fournir 265 kW et il fut équipé d’une hélice métallique. Des réservoirs supplémentaires furent installés pour augmenter la distance franchissable. Deux essais destinés à battre la durée de vol maximale faillirent se terminer en catastrophe à la suite de défauts apparemment mineurs. Les deux pilotes de la société Edzard und Risticz réussirent à établir un nouveau record de 52 h 11 min. Du 5 au 7 juillet 1928, Risticz faisant équipe avec Zimmermann ont ensuite battu leur propre record avec 65 h 25 min en couvrant 5 066 km en circuit fermé.
La première tentative eut lieu le 14 août 1927 avec deux appareils baptisés Bremen et Europa mais elle dut être interrompue à cause du mauvais temps. 9 mois plus tard, le pilote Hermann Köhl de la Deutsche Luft Hansa (DLH) et le propriétaire de l’appareil Bremen Ehrenfried Günther von Hünefeld décollèrent pour une deuxième tentative en mars 1928 à partir de Baldonnel en (Irlande). Le copilote remplaçant celui de Junkers fut le commandant de la base de Baldonnel, le Major James Fitzmaurice (en). En raison du mauvais temps, la piste étant détrempée, le décollage ne put avoir lieu que le 12 avril 1928. La traversée se termina au bout de 36 h 30 min sur l’île Greenly située sur la côte canadienne, au large de Blanc-Sablon (Québec).